# Braarudosphaera bigelowii

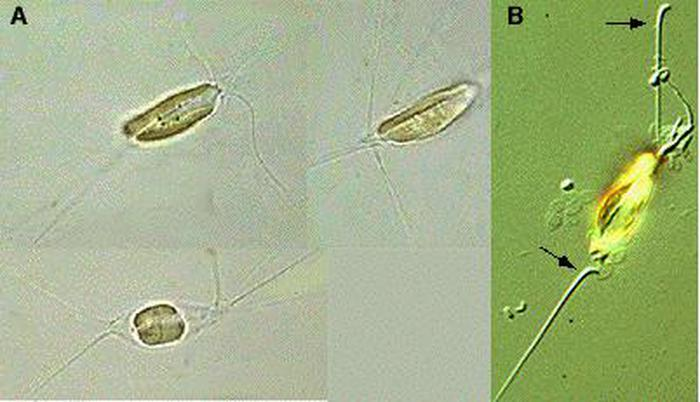
Forma bezskorupkowa

Braarudosphaera bigelowii – gatunek haptofitów występujących w wodach morskich, znany od wczesnej kredy do dziś. 

## Budowa

### Wiadomości ogólne
Braarudosphaera bigelowii jest jednokomórkowcem. Występuje w dwóch postaciach będących przejawem przemiany pokoleń. Jedna postać jest kokolitoforem, druga ma formę monady. Przez kilkadziesiąt lat forma bezskorupkowa była uważana za odrębny gatunek – Chrysochromulina parkeae J.C.Green & Leadbeater 1972.

### Kokolitofor
Kokolity są płaskie, stosunkowo grube i pięciokątne. Każdy składa się z pięciu trapezoidalnych płytek, określanych mianem pentalitów. Tworzą w przybliżeniu dwunastościan foremny o średnicy 16 μm. Ich styki nieco odstają na zewnątrz. 

### Forma bezskorupkowa
Wiciowiec o gruszkowatym kształcie i zmiennych rozmiarach. W zależności od szczepu długość wynosi od 15–18 μm do 22–26 μm, a szerokość 5–10 μm. Ma dwie wici równej długości i krótszą od nich haptonemę. Okryty jest wielowarstwowymi organicznymi płytkami tworzącymi ścianę komórkową. Na obu szczytach komórki płytki te tworzą kolce. Dwa położone bocznie złotobrązowe chloroplasty.

## Nomenklatura
Jako pierwszy został opisany kokolitofor – pod nazwą Pontosphaera bigelowii (oryginalna pisownia Pontosphaera Bigelowi). Jego miejscem typowym są zatoki Maine i Fundy. Epitet gatunkowy honoruje Henry'ego Bigelowa. 
Nazwa rodzajowa została wprowadzona przez Georges'a Deflandre'a i pochodzi od nazwiska jednego z autorów pierwotnego opisu gatunku, Trygve Braaruda.
Nazwa formy bezskorupkowej honoruje Mary Parke.

## Biologia i ekologia
Gatunek fitoplanktonowy występujący kosmopolitycznie w różnych morzach. 
W zapisie kopalnym gatunek ten znany jest od aptu (wczesna kreda, ok. 119 mln lat temu) i jest jednym z nielicznych gatunków, które przekraczają granicę kreda–trzeciorzęd (innymi słowy, przeżywają wymieranie kredowe).
Gatunek stosunkowo zmienny. Według niektórych badaczy możliwe jest, że jest kompleksem gatunków kryptycznych. Formy wytwarzające kokolity i ich niewytwarzające były opisane jako odrębne gatunki. Bliskość genetyczna wskazuje, że Braarudosphaera bigelowii i Chrysochromulina parkeae w istocie tworzą jeden takson, ewentualnie dwa bardzo blisko spokrewnione taksony. Wśród haptofitów znana jest taka przemiana pokoleń.  
Jest to pierwszy (w 2024 jedyny) gatunek, u którego stwierdzono występowanie nitroplastu, czyli organellum, w którym następuje wiązanie azotu cząsteczkowego rozpuszczonego w wodzie do form przyswajalnych biologicznie. Oznacza to, że jest jedynym znanym organizmem diazotroficznym wśród eukariontów. Początkowo uważano, że jest to przykład bardziej typowej symbiozy, w której diazotroficzna sinica jest jego epifitem, jednak później odkryto, że jest to endosymbioza, a jej charakter bardziej przypomina relację organellum i komórki niż dwóch odrębnych organizmów.